# Mika Sakai
Mika Sakai (酒井美佳, Sakai Mika) (7 marzo 1975) è una giocatrice di bowling giapponese.
È membro della Japan Professional Bowling Association con il n. di licenza 268. Mika proviene da una famiglia di giocatori professionisti di bowling. Suo padre Takeo Sakai, è un bowler professionista in Giappone e lo stesso per sua sorella minore Reika Sakai, che ha sfidato Mika in P-League.

## Biografia
Ha iniziato a giocare a bowling mentre era alle elementari. Durante la scuola secondaria, suo padre Takeo, ha vinto il primo Campionato All-Japan. È stato questo evento che ha ispirato lei a diventare un bowler professionista. Ha frequentato ogni giorno i centri di bowling, praticando dopo la scuola mentre veniva allenata da suo padre. È diventata un professionista nel 1992.
Nel 2002, padre e figlia formarono una squadra in una partita in doppio, vincendo il torneo Mixed Doubles All-Japan. Nello stesso anno, Mika ha vinto l'Open Tokai Women's Open e nel 2006 è entrata a far parte del primo torneo di Bowling Revolution P ★ League.

## Ranking
- 2002 - All-Japan Mixed Doubles (Vincitrice, con suo padre)
- 2002 - Tokai Women's Open (Vincitrice)
- 2003 - Eagle Classic (2º posto)
- 2005 - DHC Ladies Bowling Tour, 2005 season, 1st leg (Vincitrice)
- 2006 - Miyazaki Professional/Amateur Open (3º posto, 300° partita)
- 2006 - JLBC Prince Cup (2º posto)
- 2007 - Rokko Queen's Open (8º posto)
- 2012 - 32nd All-Japan Open Mixed Doubles (Vincitrice, con Kyung-sin Park)

### P★League
- Tournament 7 - 3º posto
- Tournament 11 - 2º posto
- Tournament 26 - 2º posto
- Tournament 34 - 2º posto
- Tournament 38 - 3º posto

## Records
Sakai detiene attualmente il record di P-League per l'alta serie di partite (789) (275-257-257).
| Controllo di autorità | VIAF (EN) 252411248 · NDL (EN, JA) 00764225 |